# Croton bilocularis
Croton bilocularis là một loài thực vật có hoa trong họ Đại kích. Loài này được J.Murillo mô tả khoa học đầu tiên năm 1999.